# Казуки Нагасава
Казуки Нагасава (јап. 長澤 和輝; 16. децембар 1991) јапански је фудбалер.

## Каријера
Током каријере играо је за Јокохама Ф. Маринос, Келн, ЈЕФ Јунајтед Чиба и Урава Ред Дајмондс.

## Репрезентација
За репрезентацију Јапана дебитовао је 2017. године.

## Статистика
| Јапан  | Јапан | Јапан |
| Год.   | Ута.  | Гол.  |
| ------ | ----- | ----- |
| 2017   | 1     | 0     |
| Укупно | 1     | 0     |